# Corendon Airlines Europe
Corendon Airlines Europe, légalement constituée sous le nom de Touristic Aviation Services Ltd., est une compagnie aérienne charter européenne dont le siège est à Luqa et basée à l'aéroport international de Malte. Elle possède un certificat d'opérateur aérien maltais et est une société sœur de la compagnie aérienne turque Corendon Airlines et la néerlandaise Corendon Dutch Airlines.

## Histoire
Corendon Airlines Europe est une filiale de Corendon Airlines basée à l'aéroport international de Malte. Le transporteur a commencé ses opérations en mai 2017. Il fait partie d'une stratégie de Corendon Tourism Group visant à étendre les opérations européennes, avec des vols depuis les aéroports les plus fréquentés d'Allemagne vers les destinations de vacances populaires à l'intérieur et à l'extérieur de l'Europe.

## Flotte

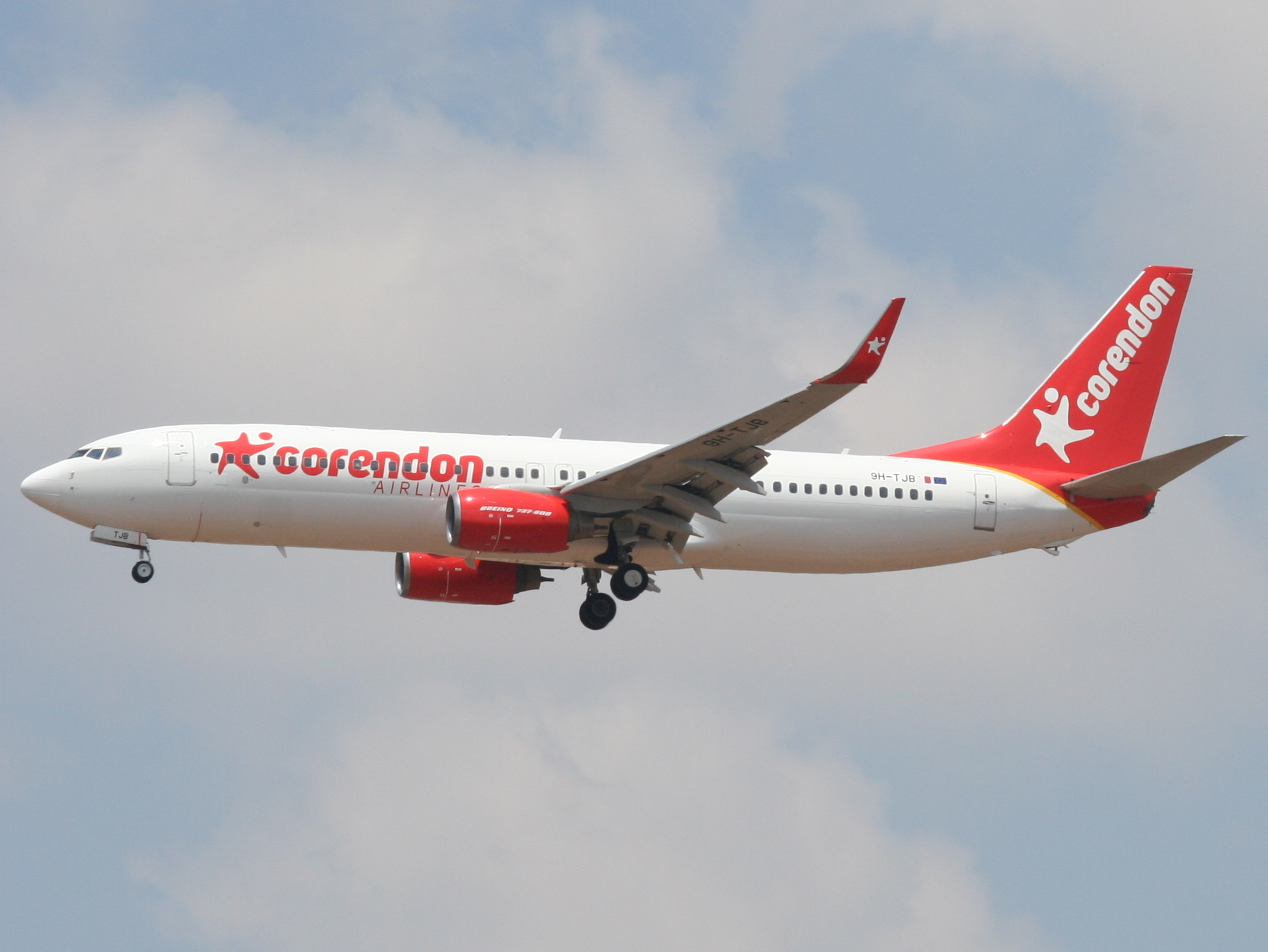
Un Boeing 737-800 Corendon Airlines Europe

La flotte de Corendon Airlines Europe se compose des appareils suivants à compter de janvier 2021 :
| Appareils      | En service | Commandés | Passagers | Notes |
| -------------- | ---------- | --------- | --------- | ----- |
| Boeing 737-800 | 7          | —         | 189       |       |
| Total          | 7          | —         |           |       |